# 道和多比良・大津おせん
道和多比良・大津おせん（みちわたいら・おおつ-）は日本の夫婦漫才コンビ。戦後、吉本の主要劇場などに出演した。

## 概要・芸風
- 多比良は落語家の桂小米喬（後の喜劇の曾我廼家満月）の弟子で曾我廼家満平。
- おせんは女道楽の大津お万の弟子で橘家若千代。橘家菊春・太郎の芸に影響を受ける。最初は女道楽で高座に出る。戦後落語芸術協会に所属していた檜山さくらは兄弟弟子。また東京で漫才をやっていた大津万龍も兄弟弟子。
- 十八番はおせんの弾く三味線の安来節にあわせて多比良がねじり鉢巻をし滑稽などじょうすくいを踊ると、ざるの中から手品仕掛けで本物のどじょうが数十匹出てくるというもの。他にも扇子を使った松づくし等珍芸を得意とした。二人はこれらの珍芸を「漫芸」と称した。
- 1973年に多比良が没しおせんは引退した。
- 実子が音楽ショウ「スプリングボーイズ」（ザ・ダッシュの前身）リーダーであった森ミネオ。

## メンバー
- 道和多比良（みちわたいら、本名：森平三郎、1899年 - 1973年）

衣装などが大阪府立上方演芸資料館に残っている。
- 大津おせん（おおつ-、本名：森（旧姓不明）タツエ、1904年 - 没年不詳）